# Рудика Олександр Павлович
Олександр Павлович Рудика (7 червня 1959, Запоріжжя) — колишній радянський футболіст, захисник. Брат футбольного воротаря Олексія Рудики, з яким разом виступав за запорізькі клуби «Металург» і «Торпедо», та батько професійного футболіста Сергія Рудики.

## Біографія

### Ігрова кар'єра
Олександр народився 7 червня 1959 року. Вихованець запорізького футболу, з якого 1977 року потрапив до головної команди міста, «Металурга», де і виступав в першій лізі до 1981 року.
У сезоні 1982 виступав за СКА (Одеса), проте в чемпіонаті Першої ліги зіграв лише один матч, через що на наступний сезон Рудика перейшов у друголіговий «Кристал» (Херсон).
На початку 1984 року став створеного два роки тому клубу «Торпедо» (Запоріжжя). Того ж року «торпедівці» вийшли у другу лігу. У першому сезоні-1985 запорожці зайняли 24-е місце серед 28 команд української зони, а у наступному піднялися вище — завоювавши дев'яте місце. Після цього Олександр завершив ігрову кар'єру.

### Тренерська кар'єра
У 1992 році очолював першолігову севастопольську Чайку.
З 2 січня 1996 року працює старшим тренером-викладачем СДЮШОР «Металург» (Запоріжжя). Його вихованці виступали на низці міжнародних турнірів, зокрема на молодіжному чемпіонаті світу 2015 року у заявці України було аж три вихованці Рудики — Едуард Соболь, Артур Кузнецов та Микита Татарков, а інший вихованець, Віталій Вернидуб, грав за національну збірну України.